# عين عباسة
عين عباسة (بالفرنسية: Ain Abbessa) هي مدينة و بلدية تابعة إداريا وإقليميا إلى دائرة عين أرنات وهي إحدى بلديات ولاية سطيف الجزائرية، تقع على بعد 21 كلم شمال غرب مدينة سطيف بلغ عدد سكانها حوالي 17ألف نسمة تقريباً (احصاء سنة 2008 ).

## المناخ
- مناخ عين عباسة متوسطي (أقاليم مناخية: Csa)

* الطقس : عين عباسة
تتميز بلدية عين عباسة بشتاء بارد وممطر، كما تعرف المنطقة هطول ثلوج كثيفة لأيام عديدة من فصل الشتاء، وبداية فصل الربيع " كالعديد من المناطق الداخلية الجزائرية "، أما فصل الصيف فهو حار نسبيا وجاف.
| البيانات المناخية لـبلدية عين عباسة                                                                        | البيانات المناخية لـبلدية عين عباسة | البيانات المناخية لـبلدية عين عباسة | البيانات المناخية لـبلدية عين عباسة | البيانات المناخية لـبلدية عين عباسة | البيانات المناخية لـبلدية عين عباسة | البيانات المناخية لـبلدية عين عباسة | البيانات المناخية لـبلدية عين عباسة | البيانات المناخية لـبلدية عين عباسة | البيانات المناخية لـبلدية عين عباسة | البيانات المناخية لـبلدية عين عباسة | البيانات المناخية لـبلدية عين عباسة | البيانات المناخية لـبلدية عين عباسة | البيانات المناخية لـبلدية عين عباسة |
| الشهر | يناير                               | فبراير                              | مارس                                | أبريل                               | مايو                                | يونيو                               | يوليو                               | أغسطس                               | سبتمبر                              | أكتوبر                              | نوفمبر                              | ديسمبر                              | المعدل السنوي                       |
| --- | ----------------------------------- | ----------------------------------- | ----------------------------------- | ----------------------------------- | ----------------------------------- | ----------------------------------- | ----------------------------------- | ----------------------------------- | ----------------------------------- | ----------------------------------- | ----------------------------------- | ----------------------------------- | ----------------------------------- |
| الدرجة القصوى °م (°ف)                                                                                      | 19.3 (66.7)                         | 21.0 (69.8)                         | 24.1 (75.4)                         | 28.3 (82.9)                         | 32.0 (89.6)                         | 31.6 (88.9)                         | 33.5 (92.3)                         | 38.0 (100.4)                        | 35.2 (95.4)                         | 32.0 (89.6)                         | 23.0 (73.4)                         | 20.7 (69.3)                         | 38.0 (100.4)                        |
| متوسط درجة الحرارة الكبرى °م (°ف)                                                                          | 8.5 (47.3)                          | 9.0 (48.2)                          | 10.9 (51.6)                         | 11.2 (52.2)                         | 12.1 (53.8)                         | 18.6 (65.5)                         | 24.0 (75.2)                         | 30.7 (87.3)                         | 22.1 (71.8)                         | 15.2 (59.4)                         | 10.6 (51.1)                         | 7.3 (45.1)                          | 15.0 (59.0)                         |
| المتوسط اليومي °م (°ف)                                                                                     | 6.1 (43.0)                          | 7.1 (44.8)                          | 8.6 (47.5)                          | 9.4 (48.9)                          | 12.6 (54.7)                         | 17.5 (63.5)                         | 20.2 (68.4)                         | 18.2 (64.8)                         | 16.4 (61.5)                         | 11.4 (52.5)                         | 10.4 (50.7)                         | 8.9 (48.0)                          | 12.2 (54.0)                         |
| متوسط درجة الحرارة الصغرى °م (°ف)                                                                          | 3.6 (38.5)                          | 2.1 (35.8)                          | 2.2 (36.0)                          | 3.5 (38.3)                          | 8.0 (46.4)                          | 9.3 (48.7)                          | 12.3 (54.1)                         | 15.6 (60.1)                         | 10.7 (51.3)                         | 9.5 (49.1)                          | 6.1 (43.0)                          | 3.4 (38.1)                          | 7.2 (45.0)                          |
| أدنى درجة حرارة °م (°ف)                                                                                    | −6.0 (21.2)                         | −7.6 (18.3)                         | −4.0 (24.8)                         | −2.2 (28.0)                         | 1.0 (33.8)                          | 4.0 (39.2)                          | 6.7 (44.1)                          | 9.0 (48.2)                          | 7.0 (44.6)                          | 2.0 (35.6)                          | −4.0 (24.8)                         | −5.0 (23.0)                         | −7.6 (18.3)                         |
| الهطول مم (إنش)                                                                                            | 58.6 (2.31)                         | 52.3 (2.06)                         | 54.8 (2.16)                         | 45.2 (1.78)                         | 35.5 (1.40)                         | 16.9 (0.67)                         | 7.9 (0.31)                          | 10.2 (0.40)                         | 24.4 (0.96)                         | 26.4 (1.04)                         | 30.5 (1.20)                         | 60.1 (2.37)                         | 422.8 (16.66)                       |
| متوسط الأيام الممطرة (≥ 1 mm)                                                                              | 9                                   | 7                                   | 6                                   | 7                                   | 10                                  | 5                                   | 8                                   | 9                                   | 16                                  | 14                                  | 18                                  | 22                                  | 131                                 |
| متوسط الأيام المثلجة (≥ 1 cm)                                                                              | 22                                  | 18                                  | 19                                  | 16                                  | 0                                   | 0                                   | 0                                   | 0                                   | 1                                   | 4                                   | 8                                   | 10                                  | 98                                  |
| متوسط الرطوبة النسبية (%)                                                                                  | 67.9                                | 55.3                                | 60.1                                | 60.6                                | 54.0                                | 43.8                                | 34.8                                | 40.9                                | 52.9                                | 54.3                                | 63.8                                | 67.7                                | 54.7                                |
| المصدر #1: الإدارة الوطنية للمحيطات والغلاف الجوي (فترة : 1961–1990)                                       |                                     |                                     |                                     |                                     |                                     |                                     |                                     |                                     |                                     |                                     |                                     |                                     |                                     |
| المصدر #2: climatebase.ru (الدرجات القصوى، الرطوبة) المصدر الثالث : Climate Zone (الأيام الممطرة والمثلجة) |                                     |                                     |                                     |                                     |                                     |                                     |                                     |                                     |                                     |                                     |                                     |                                     |                                     |

## معرض الصور

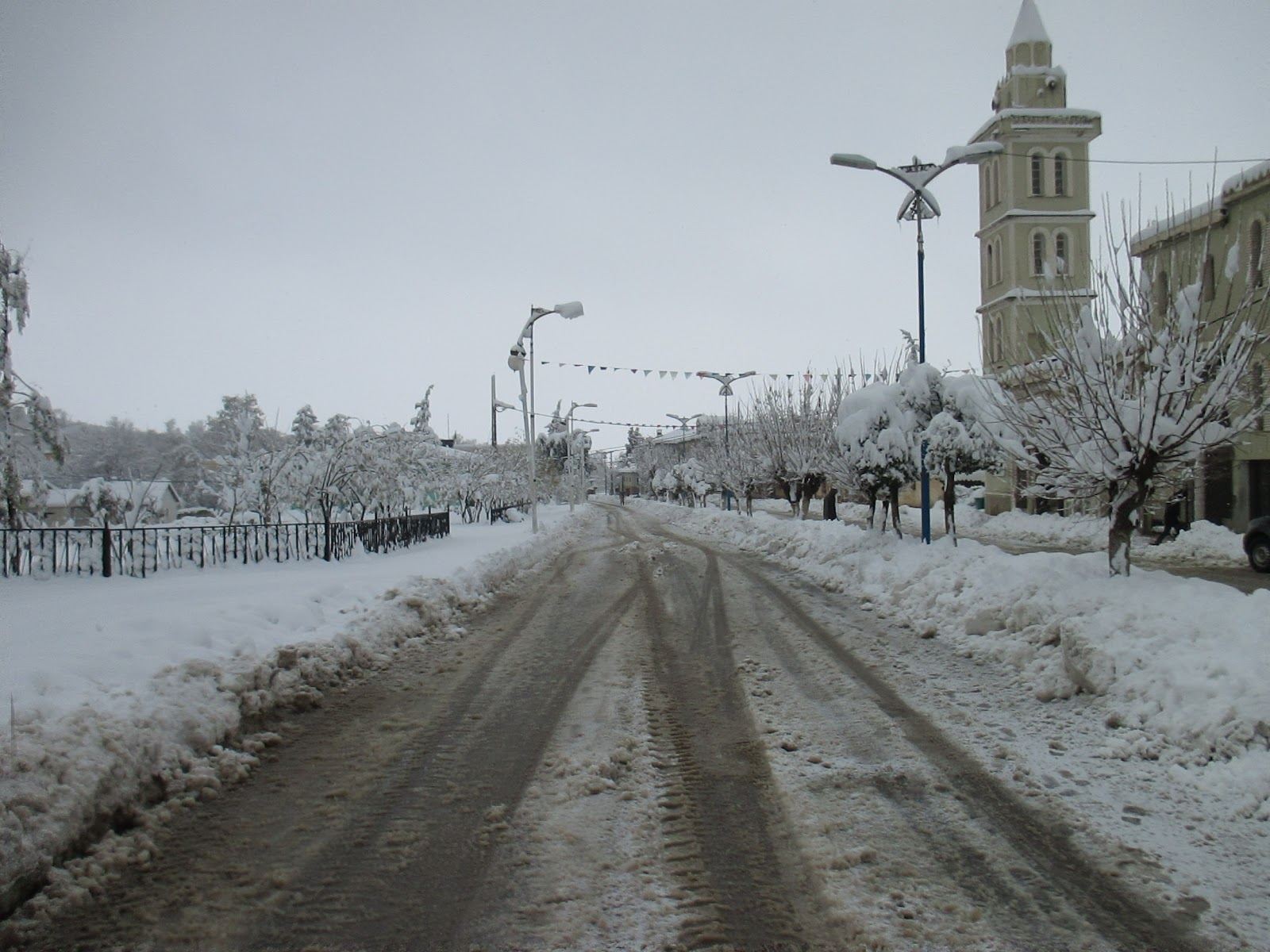
صورة المسجد الجامع لبلدية عين عباسة
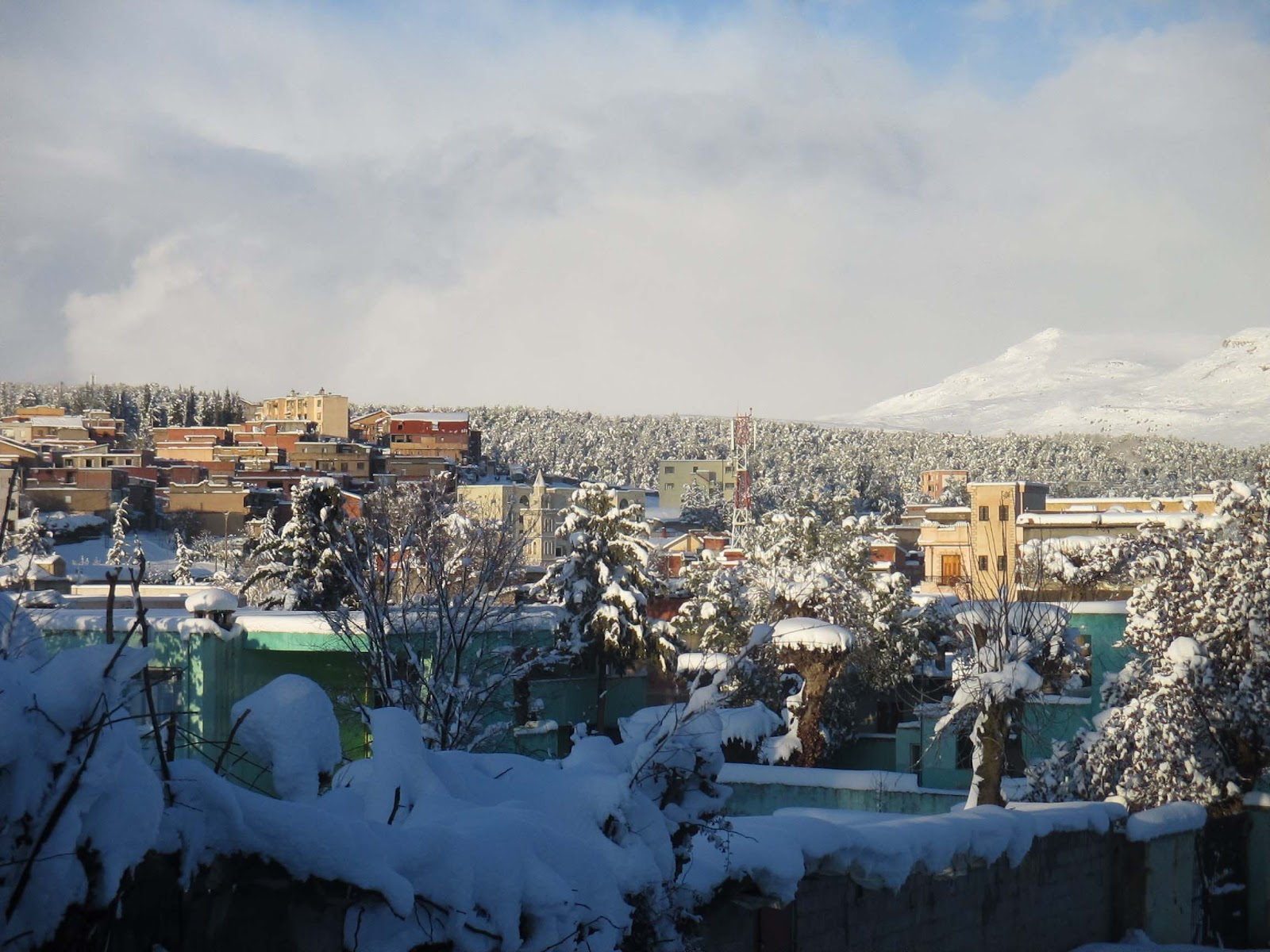
صورة لمدينة عين عباسة
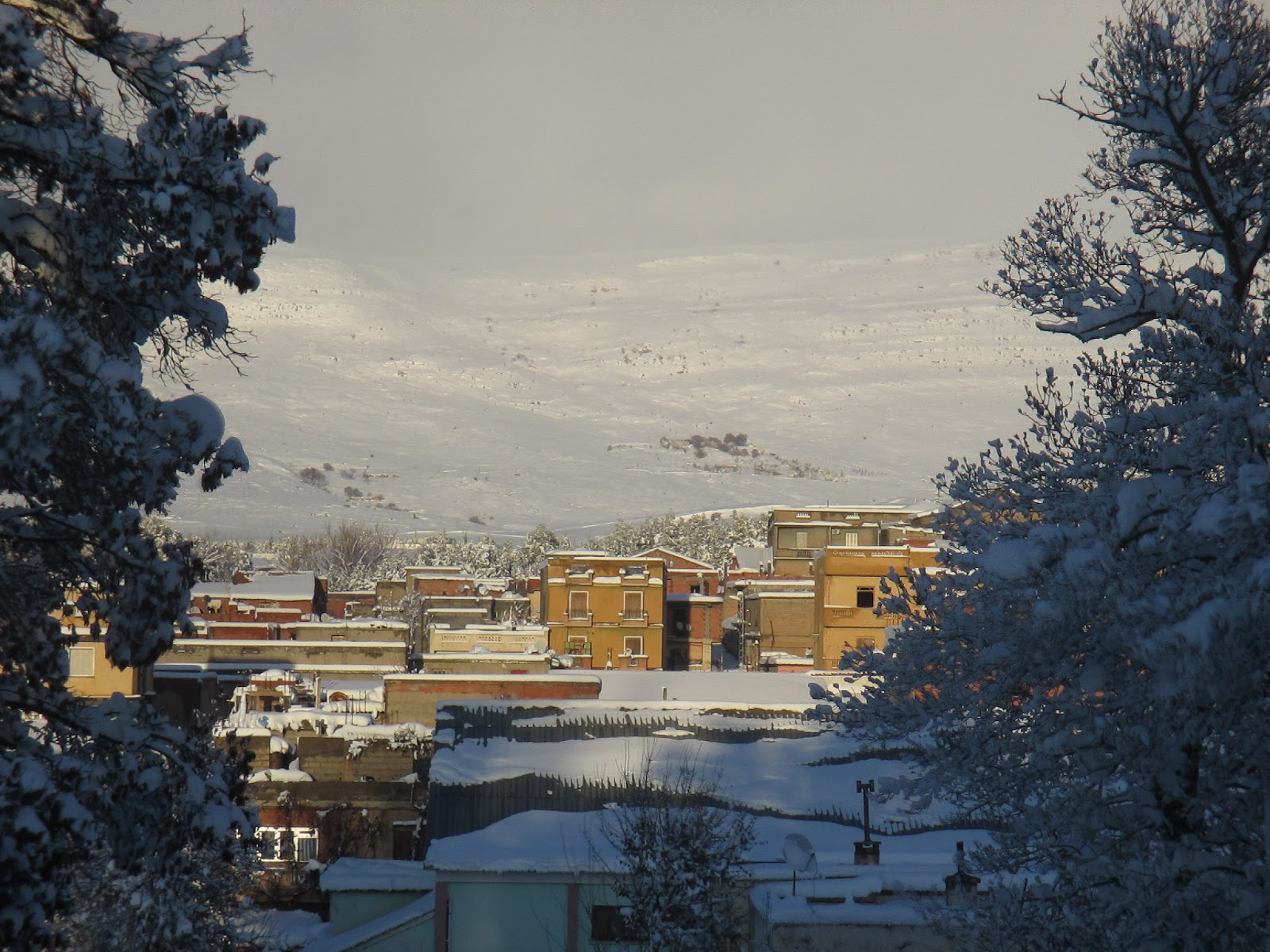
صورة من بلدية عين عباسة
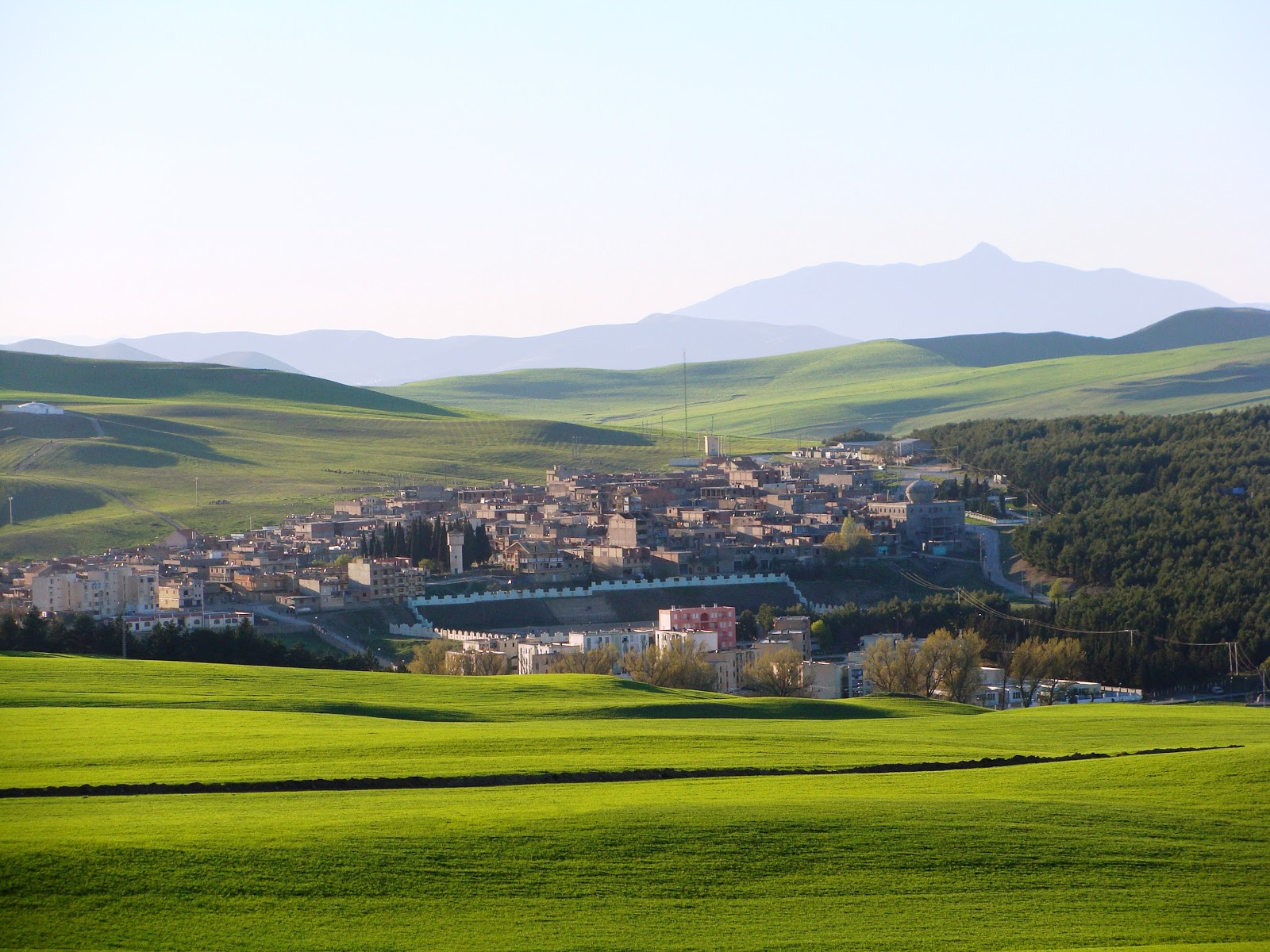
الغطاء النباتي في عين عباسة
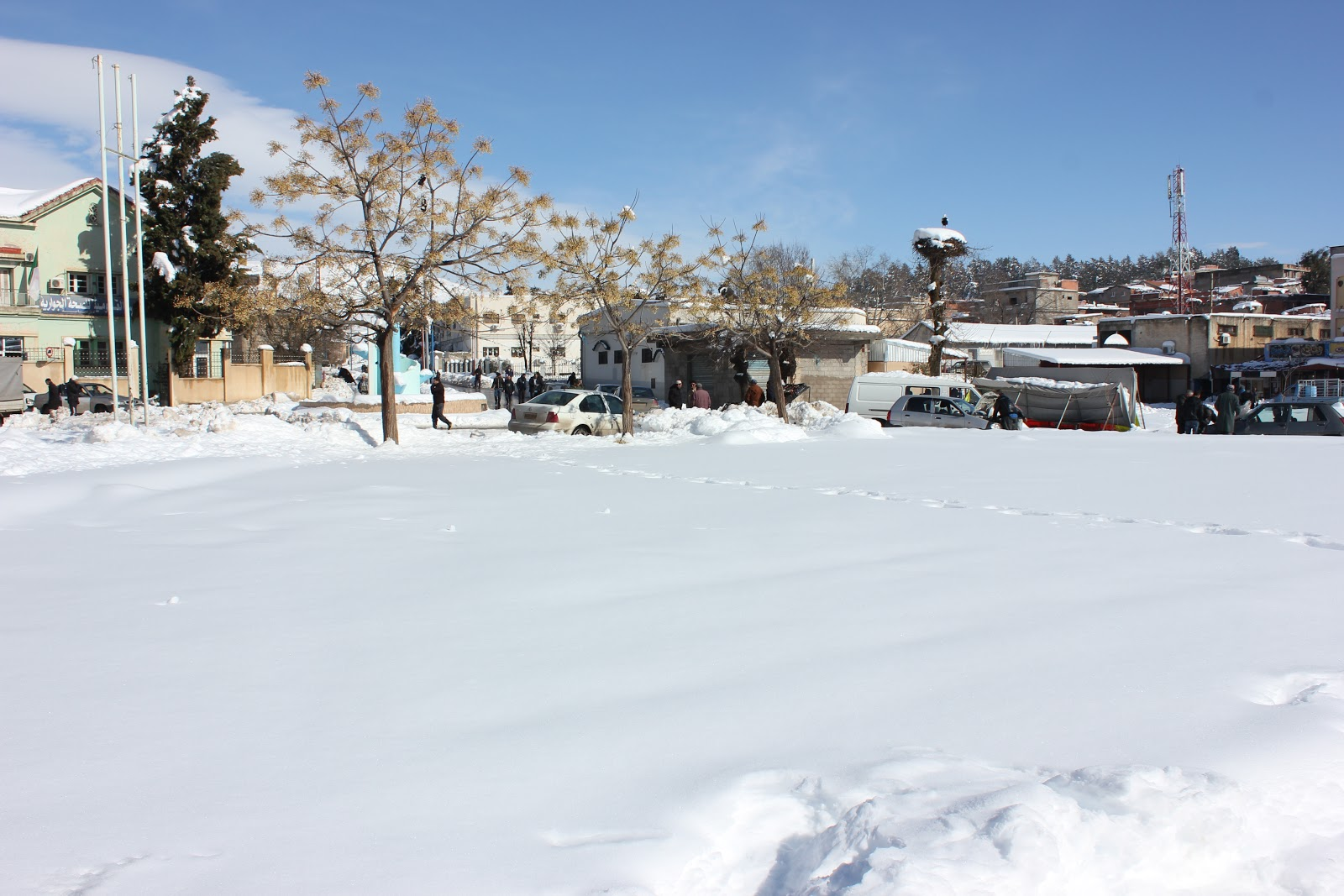
عين عباسة تكسوها الثلوج

## مواضيع ذات صلة

## وصلات خارجية
- موقع ولاية سطيف
- مدونة التربية والتعليم (موقع مديرية التربية لولاية سطيف)
- مديرية التجارة لولاية سطيف
- إذاعة سطيف (البث الحي)

- الموقع الرسمي لمديرية التخطيط والتهيئة العمرانية لولاية سطيف
- La Compagnie genevoise des colonies suisses de Sétif الشركة الجنيفية للمستعمرات السويسرية
- سطيف انفو - عربي، فرنسي
- السطايفي - سطيف الجزائر - فرنسي
- سطيف نت - عربي، فرنسي، أمازيغي
- سطيف - فرنسي